# Damparis
Damparis är en kommun i departementet Jura i regionen Bourgogne-Franche-Comté i östra Frankrike. Kommunen ligger i kantonen Dole-Sud-Ouest som tillhör arrondissementet Dole. År 2022 hade Damparis 2 590 invånare.

## Befolkningsutveckling
Antalet invånare i kommunen Damparis
Referens:INSEE